# Кво вадис? (мини-серија)
Кво вадис? (Quo vadis?) је италијанска ТВ серија снимљена 1985. године. У продукцији ове серије учествовало је 7 држава. Сценарио је заснован на роману Кво вадис? пољског књижевника Хенрика Сјенкјевича.

## Епизоде
| Сезона | Епизода | Назив | Датум              |
| ------ | ------- | ----- | ------------------ |
| 1      | 1       | /     | 24. фебруара 1985. |
| 1      | 2       | /     | 3. марта 1985.     |
| 1      | 3       | /     | 10. марта 1985.    |
| 1      | 4       | /     | 10. марта 1985.    |
| 1      | 5       | /     | 17. марта 1985.    |
| 1      | 6       | /     | 24. марта 1985.    |

## Улоге
| Глумац                | Улога                           |
| --------------------- | ------------------------------- |
| Клаус Мариа Брандауер | Нерон (6 еп. 1985)              |
| Фредерик Форест       | Петроније (6 еп. 1985)          |
| Кристина Раинес       | Попеја (6 еп. 1985)             |
| Барбара Де Роси       | Еунице (6 еп. 1985)             |
| Франческо Квин        | Марко Виниције (6 еп. 1985)     |
| Мари Тереса Релин     | Лигија (6 еп. 1985)             |
| Габриел Ферцети       | Писо (6 еп. 1985)               |
| Марко Николић         | Тигелин (6 еп. 1985)            |
| Љубиша Самарџић       | Фемиус Руфус (6 еп. 1985)       |
| Радомир Ковачевић     | Урсуз (6 еп. 1985)              |
| Макс фон Сидоу        | Свети Петар (6 еп. 1985)        |
| Леополдо Трст         | Хилон (5 еп. 1985)              |
| Иван Клеменц          | Лукан (5 еп. 1985)              |
| Ангела Молина         | Акта (4 еп. 1985)               |
| Светозар Цветковић    | Криспус (4 еп. 1985)            |
| Душан Голумбовски     | Фаон (4 еп. 1985)               |
| Франсоаз Фабијан      | Помпонија (3 еп. 1985)          |
| Мариса Солинас        | Полyбија (3 еп. 1985)           |
| Стојан Дечермић       | Марко Јеванђелиста (3 еп. 1985) |

 Остале улоге ▼
| Глумац                  | Улога                                    |
| ----------------------- | ---------------------------------------- |
| Филип Лерој             | Савле из Тарса (2 еп. 1985)              |
| Олга Карлатос           | Епикарис (2 еп. 1985)                    |
| Жорж Вилсон             | Педанијус (2 еп. 1985)                   |
| Масимо Ђироти           | Аул Плаутије (1 еп. 1985)                |
| Анние Беле              | Мириам (1 еп. 1985)                      |
| Паоло Ђусти             | Волусиус Прокулус (1 еп. 1985)           |
| Злата Нуманагић         | Крисотемис (1 еп. 1985)                  |
| Роберт Спафорд          | Сенека (1 еп. 1985)                      |
| Мирољуб Лешо            | Ефрем (1 еп. 1985)                       |
| Богић Бошковић          | Балбилус (1 еп. 1985)                    |
| Андреја Маричић         | Гито (1 еп. 1985)                        |
| Душко Војковић          | луда жена (1 еп. 1985)                   |
| Бранислав Цига Јеринић  | Флавије Скавинус (непознат број епизода) |
| Валерија Бркљач         | Епафродитес (непознат број епизода)      |
| Тома Јовановић          | Алитурус (непознат број епизода)         |
| Слободан Алексић        | Надзорник (непознат број епизода)        |
| Миодраг Гавриловић      | Касије Лонгин (непознат број епизода)    |
| Новак Билбија           | (1985) (непознат број епизода)           |
| Тијана Максимовић       | (1985) (непознат број епизода)           |
| Михајло Бата Паскаљевић | Банкер (1985) (непознат број епизода)    |
| Драгомир Пешић          | (1985) (непознат број епизода)           |
| Љубо Шкиљевић           | (непознат број епизода)                  |
| Ирена Степић            | Миме (непознат број епизода)             |

Комплетна ТВ екипа ▼
| Редитељ                   | Франко Роси            | (6 еп. 1985)                               |
| Сценариста                | Енио Де Кончин         | (6 еп. 1985)                               |
| Сценариста                | Франко Роси            | (6 еп. 1985)                               |
| Сценариста                | Франческо Скардамаглиа | (6 еп. 1985)                               |
| Сценариста                | Хенрик Сјенкјевич      | (6 еп. 1985)                               |
| Продуцент                 | Елио Скардамаглиа      | продуцент (6 еп. 1985)                     |
| Продуцент                 | Франческо Скардамаглиа | придружени продуцент (6 еп. 1985)          |
| Композитор                | Пјеро Пициони          | (6 еп. 1985)                               |
| Директор фотографије      | Луиђи Кувеилер         | (6 еп. 1985)                               |
| Монтажер                  | Ђорђо Сералонга        | (6 еп. 1985)                               |
| Уметнички директор        | Лућиано Рићери         | (6 еп. 1985)                               |
| Декоратер сцене           | Езио Ди Монте          | (6 еп. 1985)                               |
| Костимограф               | Јост Јакоб             | (6 еп. 1985)                               |
| Одсек за шминку           | Лиљана Анђелковић      | фризерка (6 еп. 1985)                      |
| Одсек за шминку           | Адонела Де Роси        | главни шминкер (6 еп. 1985)                |
| Одсек за шминку           | Маурицио Ђустини       | главни шминкер (6 еп. 1985)                |
| Одсек за шминку           | Анђелка Јовановић      | шминкерка (6 еп. 1985)                     |
| Одсек за шминку           | Агнесе Панарото        | главна фризерка (6 еп. 1985)               |
| Менаџер продукције        | Пјеро Амати            | директор филма (6 еп. 1985)                |
| Менаџер продукције        | Ерос Лафранцони        | генерални организатор (6 еп. 1985)         |
| Менаџер продукције        | Радоје Вилотијевић     | директор филма (6 еп. 1985)                |
| Помоћник режије           | Жељо Пријић            | помоћник редитеља (6 еп. 1985)             |
| Помоћник режије           | Бранко Савић           | помоћник редитеља (6 еп. 1985)             |
| Помоћник режије           | Нело Ванин             | помоћник редитеља (6 еп. 1985)             |
| Уметнички одсек           | Александар Миловић     | супервизор дизајна продукције (6 еп. 1985) |
| Одсек за звук             | Елио Гварера           | (6 еп. 1985)                               |
| Одсек за звук             | Гене Луото             | (6 еп. 1985)                               |
| Одсек за звук             | Срђан Поповић          | микроман (3 еп. 1985)                      |
| Специјални ефекти         | Ђовани Коридори        | специјални ефекти (6 еп. 1985)             |
| Визуелни ефекти           | Алваро Пасери          | специјални оптички ефекти (6 еп. 1985)     |
| Каскадери                 | Милан Митић            | координатор каскадера (6 еп. 1985)         |
| Одсек за камеру и расвету | Ђулио Пјетромарчи      | клапер (6 еп. 1985)                        |
| Одсек за костим           | Росана Андреони        | асистент костимографа (6 еп. 1985)         |
| Одсек за костим           | Миланка Султановиђ     | гардеробер (6 еп. 1985)                    |
| Одсек за монтажу          | Ђан Лука Гуера         | асистент монтажера (6 еп. 1985)            |
| Одсек за превоз           | Сава Михајлов          | возач: Уметнички одсек (6 еп. 1985)        |
| Остала екипа              | Ангелина Маринковић    | интерпретер (6 еп. 1985)                   |
| Остала екипа              | Рафаеле Мотола         | дијалог тренер (6 еп. 1985)                |
| Остала екипа              | Луциа Пинели           | програм-делегат: РАИ (6 еп. 1985)          |